# Clark (New Jersey)
Clark ist ein Township im Union County, New Jersey, USA. Das U.S. Census Bureau ermittelte bei der Volkszählung 2020 eine Einwohnerzahl von 15.544.
Clark wurde im Jahr 1864 aus Rahway gebildet.

## Geographie
Nach dem United States Census Bureau hat die Stadt eine Gesamtfläche von 11,6 km², wovon 11,2 km² Land und 0,4 km² (3,12 %) Wasser sind.

## Demographie
Nach der Volkszählung von 2000 gibt es 14.597 Menschen, 5.637 Haushalte und 4.126 Familien in der Stadt. Die Bevölkerungsdichte beträgt 1.298,6 Einwohner pro km². 95,61 % der Bevölkerung sind Weiße, 0,30 % Afroamerikaner, 0,01 % amerikanische Ureinwohner, 2,75 % Asiaten, 0,00 % pazifische Insulaner, 0,63 % anderer Herkunft und 0,69 % Mischlinge. 3,67 % sind Latinos unterschiedlicher Abstammung.
Von den 5.637 Haushalten haben 28,1 % Kinder unter 18 Jahre. 61,4 % davon sind verheiratete, zusammenlebende Paare, 9,0 % sind alleinerziehende Mütter, 26,8 % sind keine Familien, 24,1 % bestehen aus Singlehaushalten und in 12,9 % Menschen sind älter als 65. Die Durchschnittshaushaltsgröße beträgt 2,56, die Durchschnittsfamiliengröße 3,07.
20,8 % der Bevölkerung sind unter 18 Jahre alt, 5,4 % zwischen 18 und 24, 27,6 % zwischen 25 und 44, 24,5 % zwischen 45 und 64, 21,7 % älter als 65. Das Durchschnittsalter beträgt 43 Jahre. Das Verhältnis Frauen zu Männer beträgt 100:90,5, für Menschen älter als 18 Jahre beträgt das Verhältnis 100:86,4.
Das jährliche Durchschnittseinkommen der Haushalte beträgt 65.019 USD, das Durchschnittseinkommen der Familien 77.291 USD. Männer haben ein Durchschnittseinkommen von 54.543 USD, Frauen 36.361 USD. Der Prokopfeinkommen der Stadt beträgt 29.883 USD. 1,7 % der Bevölkerung und 1,0 % der Familien leben unterhalb der Armutsgrenze, davon sind 2,0 % Kinder oder Jugendliche jünger als 18 Jahre und 2,7 % der Menschen sind älter als 65.

## Persönlichkeiten
- Halsey (* 1994), Pop- und Alternative-Sängerin
- Kenneth Todd Ham (* 1964), Astronaut
- Kurt Sutter (* 1960), Filmschaffender